# Вербезина американська
Вербезина американська (Verbesina encelioides) — квіткова рослина родини айстрових. Це літній однорічник із цвітінням, схожим на маленькі соняшники, та характерним приплюснутим насінням. Вид сильно реагує на порушення у відповідних місцях. Як і соняшник, він виробляє алелопатичні хімічні речовини, які сповільнюють ріст інших чутливих видів рослин.
В Україні вид росте на пустирях, біля житла, на залізничних насипах — Дніпропетровська та Херсонська області.

## Морфологічна характеристика
Рослини 10–50(120+) см (однорічні, міжвузля некрилаті). Листки всі або більша частина чергові (проксимальні зазвичай супротивні); пластинки дельтасто-яйцеподібні або ромбічні до ланцетних, 3–8(12+) × 2–4(6+) см, основи від широко-клиноподібних до ± зрізаних, краї від грубо-зубчастих до неповних, верхівки від гострих до загострених. Голови зазвичай поодинокі, іноді 2–3+. Обгортки 10–20+ мм у діаметрі. Філярії в кількості 12–18+ в 1–2 рядах, від ± прямовисних до розпростертих, ланцетоподібні чи ланцетно-лінійні до лінійних, 6–8+ мм. Променеві квіточки (8)12–15+; пластинки 8–10(20+) мм. Дискових квіточок 80–150+; віночки жовті. Ципсели від темно-коричневих до чорнуватих, вузько обернено-яйцеподібних, 3,5–5+ мм; папуси 0.5–1(2) мм (0 на променевих ципселах). 2n = 34.